# Arantxa Sánchez Vicario
Dit is een Spaanse naam; Sánchez is de vadernaam en Vicario is de moedernaam.
Arantxa Sánchez Vicario (Barcelona, 18 december 1971) is een voormalig professioneel tennisspeelster. De Spaanse speelde 17 jaar lang in toernooien van de WTA. In juni 1985 werd ze beroepstennisser.
Sánchez Vicario won 29 enkelspeltoernooien, waarvan vier grandslamtitels:
- Roland Garros: 1989, 1994 en 1998
- US Open: 1994

Op de grandslamtoernooien won zij bovendien zes dubbelspeltitels en vier keer het gemengd dubbelspel. In 1991 bereikte zij samen met haar broer Emilio Sánchez de finale van het gemengd dubbelspel op het US Open.
In 1995 bekleedde ze gedurende 12 weken de nummer één-positie.
Zij nam op 12 november 2002, toen zij dertig jaar was, afscheid van het proftennis.
Ze nam vijf keer deel aan de Olympische Zomerspelen. In 1988 was zij er voor de eerste keer bij – toen strandde zij in de eerste ronde. In haar thuisland Spanje behaalde zij op de Spelen van 1992 in Barcelona de halve finale en de bronzen medaille. Zij won er ook de bronzen medaille in het vrouwendubbelspel. In 1996 te Atlanta boekte zij haar beste resultaat: zij behaalde de zilveren medaille door in de finale te verliezen van Lindsay Davenport; zij won er ook de bronzen medaille in het vrouwendubbelspel. In 2000 ging ze ook naar Sydney waar zij van de latere winnares Venus Williams verloor in de kwartfinale. In 2004 deed zij voor de laatste maal mee – in de Griekse hoofdstad Athene kwam zij in het vrouwendubbelspeltoernooi aan de zijde van Anabel Medina Garrigues niet verder dan de eerste ronde.

## Posities op deWTA-ranglijst
Positie per einde seizoen:
| jaar | rang enkelspel | rang dubbelspel |
| ---- | -------------- | --------------- |
| 1986 | 81             | 91              |
| 1987 | 54             | 83              |
| 1988 | 18             | 89              |
| 1989 | 5              | 48              |
| 1990 | 7              | 8               |
| 1991 | 5              | 7               |
| 1992 | 4              | 3               |
| 1993 | 2              | 6               |
| 1994 | 2              | 3               |
| 1995 | 3              | 1               |
| 1996 | 3              | 1               |
| 1997 | 9              | 5               |
| 1998 | 4              | 12              |
| 1999 | 17             | 9               |
| 2000 | 9              | 16              |
| 2001 | 17             | 11              |
| 2002 | 53             | 7               |
| 2004 | –              | 112             |

## Palmares
| Legenda                | Legenda                  |
| ---------------------- | ------------------------ |
| Grandslamtoernooi      |                          |
| Olympische Spelen      |                          |
| Year-End Championships |                          |
| tot 2009               | 2009 – 2020 / vanaf 2021 |
| Tier I                 | Premier Mandatory        |
| Tier II                | Premier Five / WTA 1000  |
| Tier III               | Premier / WTA 500        |
| Tier IV & V            | International / WTA 250  |
|                        | Challenger / WTA 125     |

### WTA-finaleplaatsen enkelspel
| nr.              | finale     | toernooi              | ondergrond | tegenstandster      | score              |         |
| ---------------- | ---------- | --------------------- | ---------- | ------------------- | ------------------ | ------- |
| gewonnen finales |            |                       |            |                     |                    |         |
| 1.               | 1988-07-17 | WTA Brussel           | gravel     | Raffaella Reggi     | 6-0, 7-5           | details |
| 2.               | 1989-04-30 | WTA Barcelona         | gravel     | Helen Kelesi        | 6-2, 5-7, 6-1      | details |
| 3.               | 1989-06-11 | Roland Garros         | gravel     | Steffi Graf         | 7-6, 3-6, 7-5      | details |
| 4.               | 1990-04-29 | WTA Barcelona         | gravel     | Isabel Cueto        | 6-4, 6-2           | details |
| 5.               | 1990-07-22 | WTA Newport (VS)      | gras       | Jo Durie            | 7-6, 4-6, 7-5      | details |
| 6.               | 1991-08-24 | WTA Washington        | hardcourt  | Katerina Maleeva    | 6-2, 7-5           | details |
| 7.               | 1992-03-22 | WTA Key Biscayne      | hardcourt  | Gabriela Sabatini   | 6-1, 6-4           | details |
| 8.               | 1992-08-23 | WTA Montréal          | hardcourt  | Monica Seles        | 6-3, 4-6, 6-4      | details |
| 9.               | 1993-03-21 | WTA Key Biscayne      | hardcourt  | Steffi Graf         | 6-4, 3-6, 6-4      | details |
| 10.              | 1993-04-11 | WTA Amelia Island     | gravel     | Gabriela Sabatini   | 6-2, 5-7, 6-2      | details |
| 11.              | 1993-04-25 | WTA Barcelona         | gravel     | Conchita Martínez   | 6-1, 6-4           | details |
| 12.              | 1993-05-02 | WTA Hamburg           | gravel     | Steffi Graf         | 6-3, 6-3           | details |
| 13.              | 1994-04-10 | WTA Amelia Island     | gravel     | Gabriela Sabatini   | 6-1, 6-4           | details |
| 14.              | 1994-04-24 | WTA Barcelona         | gravel     | Iva Majoli          | 6-0, 6-2           | details |
| 15.              | 1994-05-01 | WTA Hamburg           | gravel     | Steffi Graf         | 4-6, 7-6 7-6       | details |
| 16.              | 1994-06-05 | Roland Garros         | gravel     | Mary Pierce         | 6-4, 6-4           | details |
| 17.              | 1994-08-21 | WTA Montréal          | hardcourt  | Steffi Graf         | 7-5, 1-6, 7-6      | details |
| 18.              | 1994-09-11 | US Open               | hardcourt  | Steffi Graf         | 1-6, 7-6, 6-4      | details |
| 19.              | 1994-09-25 | WTA Nichirei          | hardcourt  | Amy Frazier         | 6-1, 6-2           | details |
| 20.              | 1994-11-06 | WTA Oakland           | tapijt (i) | Martina Navrátilová | 1-6, 7-6 7-6       | details |
| 21.              | 1995-04-30 | WTA Barcelona         | gravel     | Iva Majoli          | 5-7, 6-0, 6-2      | details |
| 22.              | 1995-05-21 | WTA Berlijn           | gravel     | Magdalena Maleeva   | 6-4, 6-1           | details |
| 23.              | 1996-04-07 | WTA Hilton Head       | gravel     | Barbara Paulus      | 6-2, 2-6, 6-2      | details |
| 24.              | 1996-05-05 | WTA Hamburg           | gravel     | Conchita Martínez   | 4-6, 7-6, 6-0      | details |
| 25.              | 1998-01-17 | WTA Sydney            | hardcourt  | Venus Williams      | 6-1, 6-3           | details |
| 26.              | 1998-06-07 | Roland Garros         | gravel     | Monica Seles        | 7-6, 0-6, 6-2      | details |
| 27.              | 1999-04-25 | WTA Caïro             | gravel     | Irina Spîrlea       | 6-1, 6-0           | details |
| 28.              | 2001-04-08 | WTA Porto             | gravel     | Magüi Serna         | 6-3, 6-1           | details |
| 29.              | 2001-05-26 | WTA Madrid            | gravel     | Ángeles Montolio    | 7-5, 6-0           | details |
| verloren finales |            |                       |            |                     |                    |         |
| 1.               | 1986-12-08 | WTA Buenos Aires      | gravel     | Gabriela Sabatini   | 1-6, 1-6           | details |
| 2.               | 1988-04-03 | WTA Tampa             | gravel     | Chris Evert         | 6-7, 4-6           | details |
| 3.               | 1989-05-14 | WTA Rome              | gravel     | Gabriela Sabatini   | 2-6, 7-5, 4-6      | details |
| 4.               | 1989-08-27 | WTA Toronto           | hardcourt  | Martina Navrátilová | 2-6, 2-6           | details |
| 5.               | 1990-02-04 | WTA Tokio             | tapijt (i) | Steffi Graf         | 1-6, 2-6           | details |
| 6.               | 1990-04-01 | WTA Houston           | gravel     | Katerina Maleeva    | 1-6, 6-1, 4-6      | details |
| 7.               | 1990-04-15 | WTA Amelia Island     | gravel     | Steffi Graf         | 1-6, 0-6           | details |
| 8.               | 1990-05-06 | WTA Hamburg           | gravel     | Steffi Graf         | 7-5, 0-6, 1-6      | details |
| 9.               | 1990-09-30 | WTA Leipzig           | tapijt (i) | Steffi Graf         | 1-6, 1-6           | details |
| 10.              | 1991-01-13 | WTA Sydney            | hardcourt  | Jana Novotná        | 4-6, 2-6           | details |
| 11.              | 1991-05-20 | WTA Berlijn           | gravel     | Steffi Graf         | 3-6, 6-4, 6-7      | details |
| 12.              | 1991-06-09 | Roland Garros         | gravel     | Monica Seles        | 3-6, 4-6           | details |
| 13.              | 1991-06-23 | WTA Eastbourne        | gras       | Martina Navrátilová | 4-6, 4-6           | details |
| 14.              | 1992-01-12 | WTA Sydney            | hardcourt  | Gabriela Sabatini   | 1-6, 1-6           | details |
| 15.              | 1992-04-26 | WTA Barcelona         | gravel     | Monica Seles        | 6-3, 2-6, 3-6      | details |
| 16.              | 1992-05-17 | WTA Berlijn           | gravel     | Steffi Graf         | 6-4, 5-7, 2-6      | details |
| 17.              | 1992-09-13 | US Open               | hardcourt  | Monica Seles        | 3-6, 3-6           | details |
| 18.              | 1992-11-15 | WTA Philadelphia      | tapijt (i) | Steffi Graf         | 3-6, 6-3, 1-6      | details |
| 19.              | 1993-03-07 | WTA Delray Beach      | hardcourt  | Steffi Graf         | 4-6, 3-6           | details |
| 20.              | 1993-04-04 | WTA Hilton Head       | gravel     | Steffi Graf         | 6-7, 1-6           | details |
| 21.              | 1993-08-08 | WTA San Diego         | hardcourt  | Steffi Graf         | 4-6, 6-4, 6-1      | details |
| 22.              | 1993-08-15 | WTA Manhattan Beach   | hardcourt  | Martina Navrátilová | 5-7, 6-7           | details |
| 23.              | 1993-11-21 | WTA Championships     | tapijt (i) | Steffi Graf         | 1-6, 4-6, 6-3, 1-6 | details |
| 24.              | 1994-01-30 | Australian Open       | hardcourt  | Steffi Graf         | 0-6, 2-6           | details |
| 25.              | 1994-03-06 | WTA Delray Beach      | hardcourt  | Steffi Graf         | 3-6, 5-7           | details |
| 26.              | 1994-07-31 | WTA Stratton Mountain | hardcourt  | Conchita Martínez   | 6-4, 3-6, 4-6      | details |
| 27.              | 1994-08-07 | WTA San Diego         | hardcourt  | Steffi Graf         | 2-6, 1-6           | details |
| 28.              | 1995-01-29 | Australian Open       | hardcourt  | Mary Pierce         | 3-6, 2-6           | details |
| 29.              | 1995-05-14 | WTA Rome              | gravel     | Conchita Martínez   | 3-6, 1-6           | details |
| 30.              | 1995-06-11 | Roland Garros         | gravel     | Steffi Graf         | 5-7, 6-4, 0-6      | details |
| 31.              | 1995-07-09 | Wimbledon             | gras       | Steffi Graf         | 6-4, 1-6, 5-7      | details |
| 32.              | 1995-09-24 | WTA Nichirei          | hardcourt  | Mary Pierce         | 3-6, 3-6           | details |
| 33.              | 1996-02-24 | WTA Tokio             | tapijt (i) | Iva Majoli          | 4-6, 1-6           | details |
| 34.              | 1996-06-09 | Roland Garros         | gravel     | Steffi Graf         | 3-6, 7-6, 8-10     | details |
| 35.              | 1996-07-07 | Wimbledon             | gras       | Steffi Graf         | 3-6, 5-7           | details |
| 36.              | 1996-08-03 | Olympische spelen     | hardcourt  | Lindsay Davenport   | 6-7, 2-6           | details |
| 37.              | 1996-08-11 | WTA Montréal          | hardcourt  | Monica Seles        | 1-6, 6-7           | details |
| 38.              | 1996-08-25 | WTA San Diego         | hardcourt  | Kimiko Date         | 6-3, 3-6, 0-6      | details |
| 39.              | 1996-09-22 | WTA Nichirei          | hardcourt  | Monica Seles        | 1-6, 4-6           | details |
| 40.              | 1997-09-21 | WTA Toyota            | hardcourt  | Monica Seles        | 1-6, 6-3, 6-7      | details |
| 41.              | 1998-06-20 | WTA Eastbourne        | gras       | Jana Novotná        | 1-6, 5-7           | details |
| 42.              | 1998-08-23 | WTA Montréal          | hardcourt  | Monica Seles        | 3-6, 2-6           | details |
| 43.              | 1998-09-27 | WTA Toyota            | hardcourt  | Monica Seles        | 6-4, 3-6, 4-6      | details |
| 44.              | 2000-04-23 | WTA Hilton Head       | gravel     | Mary Pierce         | 1-6, 0-6           | details |
| 45.              | 2000-05-07 | WTA Hamburg           | gravel     | Martina Hingis      | 3-6, 3-6           | details |
| 46.              | 2001-09-23 | WTA Toyota            | hardcourt  | Jelena Dokić        | 4-6, 2-6           | details |
| 47.              | 2002-07-14 | WTA Brussel           | gravel     | Myriam Casanova     | 6-4, 2-6, 1-6      | details |

### WTA-finaleplaatsen vrouwendubbelspel
| nr.              | finale     | toernooi               | ondergrond | partner                 | tegenstandsters                             | score           |         |
| ---------------- | ---------- | ---------------------- | ---------- | ----------------------- | ------------------------------------------- | --------------- | ------- |
| gewonnen finales |            |                        |            |                         |                                             |                 |         |
| 1.               | 1986-09-15 | WTA Athene             | gravel     | Isabel Cueto            | Silke Meier Wiltrud Probst                  | 4-6, 6-2, 6-4   | details |
| 2.               | 1990-04-02 | WTA Hilton Head Island | gravel     | Martina Navrátilová     | Mercedes Paz Natallja Zverava               | 6-2, 6-1        | details |
| 3.               | 1990-04-09 | WTA Amelia Island      | gravel     | Mercedes Paz            | Regina Rajchrtová Andrea Temesvári          | 7-65, 6-4       | details |
| 4.               | 1990-04-16 | WTA Tampa              | gravel     | Mercedes Paz            | Sandra Cecchini Laura Gildemeister          | 6-2, 6-0        | details |
| 5.               | 1990-04-23 | WTA Barcelona          | gravel     | Mercedes Paz            | Sabrina Goleš Patricia Tarabini             | 67-7, 6-2, 6-1  | details |
| 6.               | 1991-01-07 | WTA Sydney             | hardcourt  | Helena Suková           | Gigi Fernández Jana Novotná                 | 6-1, 6-4        | details |
| 7.               | 1991-04-08 | WTA Amelia Island      | gravel     | Helena Suková           | Mercedes Paz Natallja Zverava               | 4-6, 6-2, 6-2   | details |
| 8.               | 1991-04-22 | WTA Barcelona          | gravel     | Martina Navrátilová     | Nathalie Tauziat Judith Wiesner             | 6-1, 6-3        | details |
| 9.               | 1992-01-06 | WTA Sydney             | hardcourt  | Helena Suková           | Mary Joe Fernandez Zina Garrison-Jackson    | 7-64, 64-7, 6-2 | details |
| 10.              | 1992-01-13 | Australian Open        | hardcourt  | Helena Suková           | Mary Joe Fernandez Zina Garrison-Jackson    | 6-4, 7-63       | details |
| 11.              | 1992-01-27 | WTA Tokio              | tapijt (i) | Helena Suková           | Martina Navrátilová Pam Shriver             | 7-5, 6-1        | details |
| 12.              | 1992-03-13 | WTA Key Biscayne       | hardcourt  | Larisa Neiland          | Jill Hetherington Kathy Rinaldi             | 7-5, 5-7, 6-3   | details |
| 13.              | 1992-03-30 | WTA Hilton Head Island | gravel     | Natallja Zverava        | Larisa Neiland Jana Novotná                 | 6-4, 6-2        | details |
| 14.              | 1992-04-06 | WTA Amelia Island      | gravel     | Natallja Zverava        | Zina Garrison-Jackson Jana Novotná          | 6-1, 6-0        | details |
| 15.              | 1992-04-20 | WTA Barcelona          | gravel     | Conchita Martínez       | Nathalie Tauziat Judith Wiesner             | 6-4, 6-1        | details |
| 16.              | 1992-08-10 | WTA Los Angeles        | hardcourt  | Helena Suková           | Zina Garrison-Jackson Pam Shriver           | 6-4, 6-2        | details |
| 17.              | 1992-10-12 | WTA Filderstadt        | tapijt (i) | Helena Suková           | Pam Shriver Natallja Zverava                | 6-4, 7-5        | details |
| 18.              | 1992-11-16 | WTA Tour Championships | tapijt (i) | Helena Suková           | Larisa Neiland Jana Novotná                 | 7-64, 6-1       | details |
| 19.              | 1993-04-19 | WTA Barcelona          | gravel     | Conchita Martínez       | Magdalena Maleeva Manuela Maleeva-Fragnière | 4-6, 6-1, 6-0   | details |
| 20.              | 1993-05-03 | WTA Rome               | gravel     | Jana Novotná            | Mary Joe Fernandez Zina Garrison-Jackson    | 6-4, 6-2        | details |
| 21.              | 1993-08-09 | WTA Los Angeles        | hardcourt  | Helena Suková           | Gigi Fernández Natallja Zverava             | 7-64, 6-3       | details |
| 22.              | 1993-08-30 | US Open                | hardcourt  | Helena Suková           | Amanda Coetzer Inés Gorrochategui           | 6-4, 6-2        | details |
| 23.              | 1993-10-25 | WTA Essen              | tapijt (i) | Helena Suková           | Wiltrud Probst Christina Singer             | 6-2, 6-2        | details |
| 24.              | 1994-02-28 | WTA Delray Beach       | hardcourt  | Jana Novotná            | Manon Bollegraf Helena Suková               | 6-2, 6-0        | details |
| 25.              | 1994-03-24 | WTA Wesley Chapel      | gravel     | Jana Novotná            | Gigi Fernández Natallja Zverava             | 6-2, 7-5        | details |
| 26.              | 1994-03-28 | WTA Hilton Head Island | gravel     | Lori McNeil             | Gigi Fernández Natallja Zverava             | 6-4, 4-1 opg.   | details |
| 27.              | 1994-04-04 | WTA Amelia Island      | gravel     | Larisa Neiland          | Amanda Coetzer Inés Gorrochategui           | 6-2, 66-7, 6-4  | details |
| 28.              | 1994-04-18 | WTA Barcelona          | gravel     | Larisa Neiland          | Julie Halard Nathalie Tauziat               | 6-2, 6-4        | details |
| 29.              | 1994-04-25 | WTA Hamburg            | gravel     | Jana Novotná            | Jevgenia Manjoekova Leila Meschi            | 6-3, 6-2        | details |
| 30.              | 1994-08-01 | WTA San Diego          | hardcourt  | Jana Novotná            | Ginger Helgeson Rachel McQuillan            | 6-3, 6-3        | details |
| 31.              | 1994-08-15 | WTA Montréal           | hardcourt  | Meredith McGrath        | Pam Shriver Elizabeth Smylie                | 2-6, 6-2, 6-4   | details |
| 32.              | 1994-08-29 | US Open                | hardcourt  | Jana Novotná            | Katerina Maleeva Robin White                | 6-3, 6-3        | details |
| 33.              | 1994-09-19 | WTA Nichirei           | hardcourt  | Julie Halard            | Amy Frazier Rika Hiraki                     | 6-1, 0-6, 6-1   | details |
| 34.              | 1994-10-31 | WTA Oakland            | tapijt (i) | Lindsay Davenport       | Gigi Fernández Martina Navrátilová          | 7-5, 6-4        | details |
| 35.              | 1995-01-16 | Australian Open        | hardcourt  | Jana Novotná            | Gigi Fernández Natallja Zverava             | 6-3, 63-7, 6-4  | details |
| 36.              | 1995-03-17 | WTA Key Biscayne       | hardcourt  | Jana Novotná            | Gigi Fernández Natallja Zverava             | 7-5, 2-6, 6-3   | details |
| 37.              | 1995-04-24 | WTA Barcelona          | gravel     | Larisa Neiland          | Mariaan de Swardt Iva Majoli                | 7-5, 4-6, 7-5   | details |
| 38.              | 1995-06-19 | WTA Eastbourne         | gras       | Jana Novotná            | Gigi Fernández Natallja Zverava             | 0-6, 6-3, 6-4   | details |
| 39.              | 1995-06-26 | Wimbledon              | gras       | Jana Novotná            | Gigi Fernández Natallja Zverava             | 5-7, 7-5, 6-4   | details |
| 40.              | 1995-11-13 | WTA Tour Championships | tapijt (i) | Jana Novotná            | Gigi Fernández Natallja Zverava             | 6-2, 6-1        | details |
| 41.              | 1996-01-15 | Australian Open        | hardcourt  | Chanda Rubin            | Lindsay Davenport Mary Joe Fernandez        | 7-5, 2-6, 6-4   | details |
| 42.              | 1996-03-18 | WTA Key Biscayne       | hardcourt  | Jana Novotná            | Meredith McGrath Larisa Neiland             | 6-4, 6-4        | details |
| 43.              | 1996-04-01 | WTA Hilton Head Island | gravel     | Jana Novotná            | Gigi Fernández Mary Joe Fernandez           | 6-2, 6-3        | details |
| 44.              | 1996-04-08 | WTA Amelia Island      | gravel     | Chanda Rubin            | Meredith McGrath Larisa Neiland             | 6-1, 6-1        | details |
| 45.              | 1996-04-29 | WTA Hamburg            | gravel     | Brenda Schultz          | Gigi Fernández Martina Hingis               | 4-6, 7-610, 6-4 | details |
| 46.              | 1996-05-06 | WTA Rome               | gravel     | Irina Spîrlea           | Gigi Fernández Martina Hingis               | 6-4, 3-6, 6-3   | details |
| 47.              | 1996-05-20 | WTA Madrid             | gravel     | Jana Novotná            | Sabine Appelmans Miriam Oremans             | 7-64, 6-2       | details |
| 48.              | 1996-06-17 | WTA Eastbourne         | gras       | Jana Novotná            | Rosalyn Fairbank-Nideffer Pam Shriver       | 4-6, 7-5, 6-3   | details |
| 49.              | 1996-08-05 | WTA Montréal           | hardcourt  | Larisa Neiland          | Mary Joe Fernandez Helena Suková            | 7-61, 6-1       | details |
| 50.              | 1997-01-06 | WTA Sydney             | hardcourt  | Gigi Fernández          | Lindsay Davenport Natallja Zverava          | 6-3, 6-1        | details |
| 51.              | 1997-03-20 | WTA Key Biscayne       | hardcourt  | Natallja Zverava        | Sabine Appelmans Miriam Oremans             | 6-2, 6-3        | details |
| 52.              | 1997-05-19 | WTA Madrid             | gravel     | Mary Joe Fernandez      | Inés Gorrochategui Irina Spîrlea            | 6-3, 6-2        | details |
| 53.              | 1997-07-28 | WTA San Diego          | gravel     | Martina Hingis          | Amy Frazier Kimberly Po                     | 6-3, 7-5        | details |
| 54.              | 1997-10-06 | WTA Filderstadt        | tapijt (i) | Martina Hingis          | Lindsay Davenport Jana Novotná              | 7-64, 3-6, 7-63 | details |
| 55.              | 1997-10-13 | WTA Zürich             | tapijt (i) | Martina Hingis          | Larisa Neiland Helena Suková                | 4-6, 6-4, 6-1   | details |
| 56.              | 1997-10-27 | WTA Moskou             | tapijt (i) | Natallja Zverava        | Yayuk Basuki Caroline Vis                   | 5-3 opg.        | details |
| 57.              | 1999-04-19 | WTA Caïro              | gravel     | Laurence Courtois       | Irina Spîrlea Caroline Vis                  | 7-5, 1-6, 7-63  | details |
| 58.              | 1999-04-26 | WTA Hamburg            | gravel     | Larisa Neiland          | Amanda Coetzer Jana Novotná                 | 6-2, 6-1        | details |
| 59.              | 1999-08-09 | WTA Los Angeles        | hardcourt  | Larisa Neiland          | Lisa Raymond Rennae Stubbs                  | 6-2, 65-7, 6-0  | details |
| 60.              | 2000-05-08 | WTA Berlijn            | gravel     | Conchita Martínez       | Amanda Coetzer Corina Morariu               | 3-6, 6-2, 7-67  | details |
| 61.              | 2000-10-30 | WTA Leipzig            | tapijt (i) | Anne-Gaëlle Sidot       | Kim Clijsters Laurence Courtois             | 6-7, 7-5, 6-3   | details |
| 62.              | 2001-03-31 | WTA Miami              | hardcourt  | Nathalie Tauziat        | Lisa Raymond Rennae Stubbs                  | 6-0, 6-4        | details |
| 63.              | 2002-02-11 | WTA Doha               | hardcourt  | Janette Husárová        | Alexandra Fusai Caroline Vis                | 6-3, 6-3        | details |
| 64.              | 2002-04-14 | WTA Amelia Island      | gravel     | Daniela Hantuchová      | María Emilia Salerni Åsa Svensson           | 6-4, 6-2        | details |
| 65.              | 2002-07-28 | WTA Sopot              | gravel     | Svetlana Koeznetsova    | Jevgenia Koelikovskaja Jekaterina Sysojeva  | 6-2, 6-2        | details |
| 66.              | 2002-08-11 | WTA Helsinki           | gravel     | Svetlana Koeznetsova    | Eva Bes MJ Martínez Sánchez                 | 6-3, 6-7, 6-3   | details |
| 67.              | 2002-08-19 | WTA New Haven          | hardcourt  | Daniela Hantuchová      | Tathiana Garbin Janette Husárová            | 6-3, 1-6, 7-5   | details |
| 68.              | 2002-09-22 | WTA Toyota             | hardcourt  | Svetlana Koeznetsova    | Petra Mandula Patricia Wartusch             | 6-2, 6-4        | details |
| 69.              | 2004-07-19 | WTA Palermo            | gravel     | Anabel Medina Garrigues | Ľubomíra Kurhajcová Henrieta Nagyová        | 6-3, 7-64       | details |
| verloren finales |            |                        |            |                         |                                             |                 |         |
| 1.               | 1988-07-18 | WTA Aix-en-Provence    | gravel     | Sandra Cecchini         | Nathalie Herreman Catherine Tanvier         | 4-6, 5-7        | details |
| 2.               | 1989-04-24 | WTA Barcelona          | gravel     | Judith Wiesner          | Jana Novotná Tine Scheuer-Larsen            | 2-6, 6-2, 63-7  | details |
| 3.               | 1989-08-14 | WTA Albuquerque        | hardcourt  | Raffaella Reggi         | Nicole Provis Elna Reinach                  | 6-4, 4-6, 2-6   | details |
| 4.               | 1990-02-12 | WTA Chicago            | tapijt (i) | Nathalie Tauziat        | Martina Navrátilová Anne Smith              | 7-69, 4-6, 3-6  | details |
| 5.               | 1990-10-15 | WTA Filderstadt        | tapijt (i) | Mercedes Paz            | Mary Joe Fernandez Zina Garrison-Jackson    | 5-7, 3-6        | details |
| 6.               | 1990-11-12 | WTA Tour Championships | tapijt (i) | Mercedes Paz            | Kathy Jordan Elizabeth Smylie               | 64-7, 4-6       | details |
| 7.               | 1991-04-29 | WTA Hamburg            | gravel     | Helena Suková           | Jana Novotná Larisa Savtsjenko              | 5-7, 1-6        | details |
| 8.               | 1992-03-23 | WTA Wesley Chapel      | gravel     | Natallja Zverava        | Larisa Neiland Jana Novotná                 | 4-6, 2-6        | details |
| 9.               | 1992-04-27 | WTA Hamburg            | gravel     | Manon Bollegraf         | Steffi Graf Rennae Stubbs                   | 6-4, 3-6, 4-6   | details |
| 10.              | 1992-05-25 | Roland Garros          | gravel     | Conchita Martínez       | Gigi Fernández Natallja Zverava             | 3-6, 2-6        | details |
| 11.              | 1992-07-27 | Olympische spelen      | gravel     | Conchita Martínez       | Gigi Fernández Mary Joe Fernandez           | 5-7, 6-2, 2-6   | details |
| 12.              | 1993-03-25 | WTA Wesley Chapel      | gravel     | Larisa Neiland          | Gigi Fernández Natallja Zverava             | 5-7, 3-6        | details |
| 13.              | 1993-08-16 | WTA Toronto            | hardcourt  | Helena Suková           | Larisa Neiland Jana Novotná                 | 1-6, 2-6        | details |
| 14.              | 1994-01-10 | WTA Sydney             | hardcourt  | Jana Novotná            | Patty Fendick Meredith McGrath              | 2-6, 3-6        | details |
| 15.              | 1994-05-09 | WTA Berlijn            | gravel     | Jana Novotná            | Gigi Fernández Natallja Zverava             | 3-6, 62-7       | details |
| 16.              | 1994-06-20 | Wimbledon              | gras       | Jana Novotná            | Gigi Fernández Natallja Zverava             | 4-6, 1-6        | details |
| 17.              | 1994-07-25 | WTA Stratton Mountain  | hardcourt  | Conchita Martínez       | Pam Shriver Elizabeth Smylie                | 64-7, 6-2, 5-7  | details |
| 18.              | 1994-11-14 | WTA Tour Championships | tapijt (i) | Jana Novotná            | Gigi Fernández Natallja Zverava             | 3-6, 7-64, 3-6  | details |
| 19.              | 1995-02-27 | WTA Indian Wells       | hardcourt  | Larisa Neiland          | Lindsay Davenport Lisa Raymond              | 6-2, 4-6, 3-6   | details |
| 20.              | 1995-05-29 | Roland Garros          | gravel     | Jana Novotná            | Gigi Fernández Natallja Zverava             | 7-66, 4-6, 5-7  | details |
| 21.              | 1996-08-19 | WTA San Diego          | hardcourt  | Larisa Neiland          | Gigi Fernández Conchita Martínez            | 6-4, 3-6, 4-6   | details |
| 22.              | 1996-08-26 | US Open                | hardcourt  | Jana Novotná            | Gigi Fernández Natallja Zverava             | 6-1, 1-6, 4-6   | details |
| 23.              | 1996-11-18 | WTA Tour Championships | tapijt (i) | Jana Novotná            | Gigi Fernández Natallja Zverava             | 3-6, 2-6        | details |
| 24.              | 1998-03-19 | WTA Key Biscayne       | hardcourt  | Natallja Zverava        | Martina Hingis Jana Novotná                 | 2-6, 6-3, 3-6   | details |
| 25.              | 1998-05-04 | WTA Rome               | gravel     | Amanda Coetzer          | Virginia Ruano Pascual Paola Suárez         | 61-7, 4-6       | details |
| 26.              | 1998-06-15 | WTA Eastbourne         | gras       | Natallja Zverava        | Mariaan de Swardt Jana Novotná              | 1-6, 3-6        | details |
| 27.              | 1998-09-21 | WTA Toyota             | hardcourt  | Mary Joe Fernandez      | Anna Koernikova Monica Seles                | 4-6, 4-6        | details |
| 28.              | 1998-10-05 | WTA Filderstadt        | tapijt (i) | Anna Koernikova         | Lindsay Davenport Natallja Zverava          | 4-6, 2-6        | details |
| 29.              | 1999-08-16 | WTA Toronto            | hardcourt  | Larisa Neiland          | Jana Novotná Mary Pierce                    | 3-6, 6-2, 3-6   | details |
| 30.              | 1999-10-04 | WTA Filderstadt        | tapijt (i) | Larisa Neiland          | Chanda Rubin Sandrine Testud                | 3-6, 4-6        | details |
| 31.              | 1999-11-15 | WTA Tour Championships | tapijt (i) | Larisa Neiland          | Martina Hingis Anna Koernikova              | 4-6, 4-6        | details |
| 32.              | 2000-05-15 | WTA Rome               | gravel     | Magüi Serna             | Lisa Raymond Rennae Stubbs                  | 3-6, 6-4, 2-6   | details |
| 33.              | 2000-10-02 | WTA Filderstadt        | tapijt (i) | Barbara Schett          | Martina Hingis Anna Koernikova              | 4-6, 2-6        | details |
| 34.              | 2001-04-09 | WTA Amelia Island      | gravel     | Martina Navrátilová     | Conchita Martínez Patricia Tarabini         | 4-6, 2-6        | details |
| 35.              | 2002-01-27 | Australian Open        | hardcourt  | Daniela Hantuchová      | Martina Hingis Anna Koernikova              | 2-6, 7-64, 1-6  | details |
| 36.              | 2002-04-29 | WTA Hamburg            | gravel     | Daniela Hantuchová      | Martina Hingis Barbara Schett               | 1-6, 1-6        | details |
| 37.              | 2002-05-06 | WTA Berlijn            | gravel     | Daniela Hantuchová      | Jelena Dementjeva Janette Husárová          | 6-0, 63-7, 2-6  | details |
| 38.              | 2002-05-20 | WTA Madrid             | gravel     | Rossana de los Ríos     | Martina Navrátilová Natallja Zverava        | 2-6, 3-6        | details |
| 39.              | 2002-07-08 | WTA Brussel            | gravel     | Tathiana Garbin         | Barbara Schwartz Jasmin Wöhr                | 2-6, 6-0, 4-6   | details |
| 40.              | 2002-09-23 | WTA Bali               | hardcourt  | Svetlana Koeznetsova    | Cara Black Virginia Ruano Pascual           | 2-6, 3-6        | details |
| 41.              | 2002-09-30 | WTA Japan (Tokio)      | hardcourt  | Svetlana Koeznetsova    | Shinobu Asagoe Nana Miyagi                  | 4-6, 6-4, 4-6   | details |
| 42.              | 2004-09-13 | WTA Bali               | hardcourt  | Svetlana Koeznetsova    | Anastasija Myskina Ai Sugiyama              | 3-6, 5-7        | details |

### Finaleplaatsen gemengd dubbelspel
| nr.              | finale     | toernooi        | ondergrond | partner            | tegenstanders                    | score          |         |
| ---------------- | ---------- | --------------- | ---------- | ------------------ | -------------------------------- | -------------- | ------- |
| gewonnen finales |            |                 |            |                    |                                  |                |         |
| 1.               | 1990-06-10 | Roland Garros   | gravel     | Jorge Lozano       | Nicole Provis Danie Visser       | 7-6, 7-6       | details |
| 2.               | 1992-06-07 | Roland Garros   | gravel     | Todd Woodbridge    | Lori McNeil Bryan Shelton        | 6-2, 6-3       | details |
| 3.               | 1993-01-31 | Australian Open | hardcourt  | Todd Woodbridge    | Zina Garrison-Jackson Rick Leach | 7-5, 6-4       | details |
| 4.               | 2000-09-10 | US Open         | hardcourt  | Jared Palmer       | Anna Koernikova Maks Mirni       | 6-4, 6-3       | details |
| verloren finales |            |                 |            |                    |                                  |                |         |
| 1.               | 1989-06-11 | Roland Garros   | gravel     | Horacio de la Peña | Manon Bollegraf Tom Nijssen      | 3-6, 7-6, 2-6  | details |
| 2.               | 1991-09-08 | US Open         | hardcourt  | Emilio Sánchez     | Manon Bollegraf Tom Nijssen      | 2-6, 6-7       | details |
| 3.               | 1992-01-26 | Australian Open | hardcourt  | Todd Woodbridge    | Nicole Provis Mark Woodforde     | 3-6, 6-4, 9-11 | details |
| 4.               | 2000-01-30 | Australian Open | hardcourt  | Todd Woodbridge    | Rennae Stubbs Jared Palmer       | 5-7, 6-7       | details |

## Resultaten grandslamtoernooien
| Legenda | Legenda                          |
| ------- | -------------------------------- |
| g.t.    | geen toernooi gehouden           |
| l.c.    | lagere categorie                 |
| –       | niet deelgenomen                 |
| G       | uitgeschakeld in de groepsfase   |
| 1R      | uitgeschakeld in de eerste ronde |
| 2R      | uitgeschakeld in de tweede ronde |
| 3R      | uitgeschakeld in de derde ronde  |
| 4R      | uitgeschakeld in de vierde ronde |
| KF      | uitgeschakeld in de kwartfinale  |
| HF      | uitgeschakeld in de halve finale |
| F       | de finale verloren               |
| W       | het toernooi gewonnen            |
| w-v     | winst/verlies-balans             |

### Enkelspel
| Toernooi        | 1987 | 1988 | 1989 | 1990 | 1991 | 1992 | 1993 | 1994 | 1995 | 1996 | 1997 | 1998 | 1999 | 2000 | 2001 | 2002 |
| --------------- | ---- | ---- | ---- | ---- | ---- | ---- | ---- | ---- | ---- | ---- | ---- | ---- | ---- | ---- | ---- | ---- |
| Australian Open | –    | –    | –    | –    | HF   | HF   | HF   | F    | F    | KF   | 3R   | KF   | 2R   | KF   | –    | 1R   |
| Roland Garros   | KF   | KF   | W    | 2R   | F    | HF   | HF   | W    | F    | F    | KF   | W    | HF   | HF   | 2R   | 1R   |
| Wimbledon       | 1R   | 1R   | KF   | 1R   | KF   | 2R   | 4R   | 4R   | F    | F    | HF   | KF   | 2R   | 4R   | 2R   | –    |
| US Open         | 1R   | 4R   | KF   | HF   | KF   | F    | HF   | W    | 4R   | 4R   | KF   | KF   | 4R   | 4R   | 3R   | 1R   |

### Vrouwendubbelspel
| Toernooi        | 1987 | 1988 | 1989 | 1990 | 1991 | 1992 | 1993 | 1994 | 1995 | 1996 | 1997 | 1998 | 1999 | 2000 | 2001 | 2002 |    | 2004 | 2005 |
| --------------- | ---- | ---- | ---- | ---- | ---- | ---- | ---- | ---- | ---- | ---- | ---- | ---- | ---- | ---- | ---- | ---- | -- | ---- | ---- |
| Australian Open | –    | –    | –    | –    | 3R   | W    | KF   | HF   | W    | W    | HF   | KF   | KF   | 1R   | –    | F    | –  | –    |      |
| Roland Garros   | 3R   | 1R   | KF   | KF   | HF   | F    | KF   | –    | F    | HF   | HF   | HF   | KF   | 1R   | 1R   | 1R   | 1R | 1R   |      |
| Wimbledon       | 1R   | 1R   | 1R   | KF   | KF   | HF   | KF   | F    | W    | KF   | KF   | KF   | 3R   | 3R   | KF   | –    | 1R | –    |      |
| US Open         | 2R   | 2R   | 1R   | KF   | 3R   | HF   | W    | W    | KF   | F    | HF   | 3R   | HF   | 3R   | KF   | 1R   | –  | –    |      |

### Gemengd dubbelspel
| Australian Open | –  | –  | –  | –  | –  | –  | F  | W  | HF | –  | 1R | –  | F | –  | 1R | –  |
| Roland Garros   | 2R | 2R | 2R | F  | W  | HF | W  | –  | 3R | 2R | –  | 1R | – | 2R | HF | 2R |
| Wimbledon       | –  | –  | 1R | –  | 3R | 2R | –  | HF | 2R | –  | –  | 1R | – | 1R | –  | 1R |
| US Open         | –  | –  | 1R | 2R | KF | F  | 2R | –  | –  | –  | –  | –  | W | KF | –  | –  |